# Íñigo Navares
Íñigo Navares (Madrid, España; 12 de noviembre de 1998) es un actor español.
A los 5 años entró en la Escuela de Arte Dramático del Ayuntamiento de Madrid. Allí se preparó 4 años estudiando teatro.
Sus comienzos como actor de televisión fueron en 2004 y tuvieron lugar en la publicidad con un anuncio de Hyundai. En el campo de la publicidad, aunque participó en muchos anuncios, no estuvo demasiado tiempo debido a sus primeros papeles en series de televisión.
Comenzó con un aparición episódica en "Génesis, en la mente del asesino"; serie para el canal Cuatroº. Pero por lo que realmente se le dio a conocer fue por su trabajo en "Yo soy Bea", serie de Telecinco de mucho éxito en 2007.
Íñigo ha participado en películas como "Salir pitando", "Las trece rosas" o "Carlitos en el campo de los sueños".
Algunas de sus apariciones fueron en series de éxito como "El internado" o "Ángel o demonio", para los canales de Antena 3 y Telecinco, respectivamente, y para TVE en 2016 en la serie "El hombre de tu vida" donde interpreta a Chema, el hijo de Hugo, papel protagonista encarnado por el actor y humorista José Mota.

## Cine

### Películas
- 2008
  - Carlitos y el campo de los sueños, de Jesús del Cerro. Personaje: Seta.
  - Los girasoles ciegos, de José Luis Cuerda. Personaje: Paquito.
  - Asterix y los juegos olímpicos, de Frédéric Forestier y Thomas Langmann. Personaje: Niño galo.
- 2007
  - Las trece rosas, de Emilio Martínez Lázaro. Personaje: Mario.
  - Salir pitando, de Álvaro Fernández Armero. Personaje: Jorge.

### Cortometrajes
- 2012
  - El amor me queda grande, de Javier Giner. Personaje: Ricardito.
- 2011
  - El vampirito, de Pablo Navarro. Personaje: Niño.
- 2010
  - La madre, de Patricia Venti y Stephan Mussil. Personaje: Robert niño
- 2009
  - Memorias de atracos, de Miguel Á. García de la Calera. Personaje: Niño
- 2008
  - Socarrat, de David Moreno. Personaje: Hijo
  - Lala, de Esteban Crespo. Personaje: Pablo
  - Hace tiempo pasó un forastero, de Sabela Producciones. Personaje: Pedro
  - Samaritano de Antonio C. Guijosa
  - Acción, reacción, de David Ilundain.
- 2007
  - El encargado, de Sergio Barrejón. Personaje: Martín

## Televisión

### Series
- 2017
  - Centro médico (serie de televisión de España). Personaje: Manu en TVE'
- 2016
  - El hombre de tu vida. Personaje: Chema en TVE
- 2014
  - El rey. Personaje: Juanjo en Telecinco
- 2013-2014
  - Con el culo al aire. Personaje: Manu en Antena 3
- 2012
  - Tierra de lobos. Personaje: Iñigo en Telecinco
- 2011
  - Ángel o demonio. Personaje: Abel en Telecinco
- 2010
  - El internado. Personaje: Víctor en Antena 3
- 2009
  - De repente los Gómez. Personaje: Lucas en Telecinco y FDF
  - La chica de ayer. Personaje: Chatarrilla en Antena 3.
  - Águila Roja. Personaje: Juanito en TVE.
  - Plutón BRB Nero Dirigido por Álex de la Iglesia. Personajes: Henry y piwi en La 2.
- 2008
  - 2 de mayo, la libertad de una nación. Personaje: Curro en Telemadrid.
  - Fuera de lugar. Personaje: Pecas en Telecinco.
  - U.C.O-Unidad Central Operativa en TVE.
- 2007
  - La familia mata. Personaje: Manolito en Antena 3.
  - Yo soy Bea. Personaje: Beckham en Telecinco.
  - Cuenta atrás. Personaje: Alex en Cuatroº.
- 2006
  - Ellas y el sexo débil. Personaje: Mario en Antena 3.
  - Matrimonio con hijos. Personaje: Elías en Cuatroº.
  - Génesis, en la mente del asesino. Personaje: Roberto en Cuatroº.

### Publicidad
- 2007
  - El Corte Inglés
  - Banco Popular
  - Érase... la música: Fascículos DVD de música clásica
- 2006
  - Canal de ciencia ficción SCI-FI
  - Planta de reciclaje
  - Iberia
  - Sanitas
  - Ópticas tu mirada
  - Auchan
  - Cortinilla Canal Cuatro
  - Promoción Supernanny
  - Parques Reunidos
- 2005
  - Movistar TV
  - Hyundai

## Teatro
- 2013
  - La Bella y la Bestia, el musical. Personaje: Chip. Adaptación dirigida por Miguel Ángel Garrido.

## Premios
- 2009
  - Premio al mejor actor principal: Festival de cortos de Rioja Alavesa por el cortometraje  El Encargado.
  - Premio al mejor actor revelación: Festival de cortos de Toledo por el cortometraje El Encargado.
  - Premio al mejor actor principal: Festival de Olavarría (Argentina) por el cortometraje El Encargado.